# Имачи
Имачи́ — станция (населённый пункт) в Сковородинском районе Амурской области России. Входит в сельское поселение Солнечный сельсовет.

## География
Станция Имачи расположена на Транссибе, к северо-западу от районного центра, города Сковородино, расстояние по автодороге — 15 км. Автодорога Чита — Хабаровск проходит в 1,5 км севернее станции.
Расстояние до центра сельского поселения, пос. Солнечный — 17 км, дорога идёт на северо-запад, через станцию Бам.
История: Ж.д.станция основана в 1911 году при строительстве Западно-Амурской ж.д.
Топонимика: Название эвенкийского происхождения от слова има со значением «закопать, окопать, похоронить»; «-чи» — суффикс обладания предметом, наличие предмета. Вероятно, на берегу р. Имачи, где впоследствии будет построена станция, эвенки закапывали и хоронили покойников [Мельников А. В., 2009].

Население
| 2002 | 2010 | 2012 | 2013 | 2014 | 2015 | 2016 |
| ---- | ---- | ---- | ---- | ---- | ---- | ---- |
| 5    | ↘0   | →0   | →0   | →0   | →0   | →0   |
| 2017 | 2018 |      |      |      |      |      |
| →0   | →0   |      |      |      |      |      |

## Инфраструктура
- Станция Имачи Забайкальской железной дороги.